# Burro di kokum

Un panetto di burro di kokum nella sua tradizionale forma oblunga

Il burro di Kokum o di cocum, chiamato anche burro di Goa, è un grasso vegetale derivato dai semi dell'albero di Kokum ( Garcinia indica, noto anche come mangostano selvatico o mangostano rosso). Il burro di Kokum è solido a temperatura ambiente, commestibile. Oltre che nell'uso tradizionale come alimento e come rimedio ayurvedico, può essere impiegato nell'industria cosmetica per la produzione di rossetti e cosmetici per labbra e nella UE nell'industria alimentare come equivalente del burro di cacao.
La Garcinia indica è un sempreverde che cresce nella regione del Konkan in India. Il frutto, simile ad un piccolo (diametro di 2,5-5,0 cm) pomo, ha un colore dal rosso al viola intenso e contiene da 5 a 8 grandi semi reniformi incorporati in una polpa succosa, leggermente acidula. I semi di circa 2x1cm. hanno un endocarpo fibroso e un gheriglio dicotiledone che contiene un 40-50% di lipidi e circa un 17% di proteine.
Il burro di kokum nel mercato locale viene commercializzato, non raffinato, in panetti di forma oblunga o squadrata, mentre per l'industria alimentare, cosmetica o farmaceutica viene purificato e raffinato anche se per alzare la concentrazione di lipidi solidi nella produzione di cioccolato, rossetti, margarine senza grassi idrogenati, non richiede processi di frazionamento.
Non esiste uno standard internazionale per la caratterizzazione, classificazione e nomenclatura del burro di kokum per uso alimentare.
Nei territori di origine dopo la purificazione, il burro kokum equivale al ghi vanaspati.
Il nome INCI assegnato al burro di kokum è: GARCINIA INDICA SEED BUTTER
Il numero EINECS  è:  922-189-7.

## Raccolta ed estrazione
I frutti vengono raccolti manualmente tra aprile e maggio. I rami degli alberi vengono scossi con lunghi bastoni e vengono raccolti i frutti che cadono. I frutti vengono spezzati per separare i semi. Quindi i semi separati vengono essiccati per ridurre il loro contenuto di umidità. L'estrazione avviene tradizionalmente facendo bollire i semi macinati e raccogliendo i grassi, scrematura, che affiorano in superficie o con la zangolatura.

## Caratteristiche chimico-fisiche
Le caratteristiche chimico-fisiche del burro di kokum possono variare anche sensibilmente in funzione dei processi di estrazione, purificazione e raffinazione. 
| Proprietà                         | Valore tipico                 |
| Aspetto                           | grasso solido                 |
| Colore                            | Bianco-Grigio-Giallastro      |
| Odore                             | Odore caratteristico di kokum |
| Gusto                             | Gusto tipico del kokum        |
| Peso specifico                    | 0,898-0,947 g / cm 3          |
| Indice di rifrazione a 50 °C      | 1,4565-1,4575                 |
| Punto di fusione (scorrimento)    | 34-42 °C                      |
| Numero di iodio                   | 24,7-36,7                     |
| Numero di saponificazione         | 165-193                       |
| Frazione insaponificabile         | 1,2- 3 %                      |
| Tenore d'acqua                    | 0.25-1%                       |
| Numero di perossidi (meq / kg)    | 0,85-4,0                      |
| acidi grassi liberi (come oleico) | 7,2%                          |

Per specifici utilizzi industriali viene commercializzato un burro di kokum raffinato, decolorato e deodorato,  con un intervallo di fusione particolarmente stretto, 39-40 °C.

## Composizione
Il burro di kokum si distingue per l'alta concentrazione di trigliceridi simmetrici di-saturi, in particolare il 1,3-distearoil-2-oleoil-glycerolo (in sigla SOS). In tutti i grassi vegetali la composizione può variare in funzione della cultivar, delle condizioni ambientali, della raccolta e della lavorazione. Inoltre, la fase di maturazione del frutto e le condizioni di fermentazione, deodorazione possono influire sulla distribuzione percentuale di acidi grassi.
| Distribuzione percentuale sul totale degli acidi grassi nel burro di kokum | Distribuzione percentuale sul totale degli acidi grassi nel burro di kokum | Distribuzione percentuale sul totale degli acidi grassi nel burro di kokum | Distribuzione percentuale sul totale degli acidi grassi nel burro di kokum | Distribuzione percentuale sul totale degli acidi grassi nel burro di kokum | Distribuzione percentuale sul totale degli acidi grassi nel burro di kokum | Distribuzione percentuale sul totale degli acidi grassi nel burro di kokum | Distribuzione percentuale sul totale degli acidi grassi nel burro di kokum | Distribuzione percentuale sul totale degli acidi grassi nel burro di kokum | Distribuzione percentuale sul totale degli acidi grassi nel burro di kokum | Distribuzione percentuale sul totale degli acidi grassi nel burro di kokum | Distribuzione percentuale sul totale degli acidi grassi nel burro di kokum | Distribuzione percentuale sul totale degli acidi grassi nel burro di kokum | Distribuzione percentuale sul totale degli acidi grassi nel burro di kokum | Distribuzione percentuale sul totale degli acidi grassi nel burro di kokum |
| -------------------------------------------------------------------------- | -------------------------------------------------------------------------- | -------------------------------------------------------------------------- | -------------------------------------------------------------------------- | -------------------------------------------------------------------------- | -------------------------------------------------------------------------- | -------------------------------------------------------------------------- | -------------------------------------------------------------------------- | -------------------------------------------------------------------------- | -------------------------------------------------------------------------- | -------------------------------------------------------------------------- | -------------------------------------------------------------------------- | -------------------------------------------------------------------------- | -------------------------------------------------------------------------- | -------------------------------------------------------------------------- |
| acido grasso                                                               | notazione delta                                                            | [ 12 ]                                                                     | [ 13 ]                                                                     | [ 14 ]                                                                     | [ 15 ]                                                                     | [ 16 ]                                                                     | [ 17 ]                                                                     | [ 17 ]                                                                     | [ 18 ]                                                                     | [ 18 ]                                                                     | [ 18 ]                                                                     | [ 18 ]                                                                     | [ 18 ]                                                                     | [ 18 ]                                                                     |
| acido laurico                                                              | 12:0                                                                       |                                                                            |                                                                            |                                                                            |                                                                            |                                                                            |                                                                            |                                                                            |                                                                            | 0,4                                                                        |                                                                            |                                                                            |                                                                            |                                                                            |
| acido miristico                                                            | 14:0                                                                       | 1                                                                          |                                                                            |                                                                            |                                                                            |                                                                            |                                                                            | 0,1–1,5                                                                    |                                                                            |                                                                            | 1                                                                          | 3,4                                                                        |                                                                            |                                                                            |
| acido palmitico                                                            | 16:0                                                                       | 4                                                                          | 2,5–5,3                                                                    | 3,4                                                                        | 2                                                                          | 2                                                                          | 1,7                                                                        | 0,6–5,8                                                                    | 2                                                                          | 1,44                                                                       | 5                                                                          | 67,4                                                                       | 15,3                                                                       | 21                                                                         |
| acido stearico                                                             | 18:0                                                                       | 53                                                                         | 52–56                                                                      | 67,4                                                                       | 57,5                                                                       | 49                                                                         | 61                                                                         | 51,0–56,1                                                                  | 57                                                                         | 60,4                                                                       | 56                                                                         | 28,1                                                                       | 45,1                                                                       | 42                                                                         |
| acido oleico                                                               | 18:1Δ9c                                                                    | 40                                                                         | 39–41                                                                      | 28,1                                                                       | 39                                                                         | 49                                                                         | 36,8                                                                       | 36,8–41,5                                                                  | 40                                                                         | 37,8                                                                       | 42                                                                         | 0,6                                                                        | 36,99                                                                      | 35                                                                         |
| acido linoleico                                                            | 18:2Δ9c,12c                                                                | 2                                                                          | 1,7                                                                        | 0,6                                                                        | 1,3                                                                        |                                                                            | 0,5                                                                        | 0,5–2                                                                      | 1                                                                          |                                                                            | 2                                                                          | 0,3                                                                        | 1                                                                          | 1                                                                          |
| acido arachico                                                             | 20:0                                                                       |                                                                            |                                                                            | 0,3                                                                        |                                                                            |                                                                            | 1,4                                                                        |                                                                            |                                                                            |                                                                            |                                                                            |                                                                            | 1,6                                                                        | 1                                                                          |

Il trigliceride principale del burro di illipé è il SOS dove alla molecola di glicerolo sono legati in sequenza l'acido Stearico, l'Oleico e lo Stearico; Seguono altri due trigliceridi, POS (Palmitico-Oleico-Stearico) e POP (Palmitico-Oleico-Palmitico). La particolare omogeneità dei suoi trigliceridi ne determina le caratteristiche fisiche di durezza, fragilità e intervalli di fusione piuttosto ristretti per una miscela di trigliceridi.
| Distribuzione percentuale dei principali trigliceridi nel burro di kokum | Distribuzione percentuale dei principali trigliceridi nel burro di kokum |
| ------------------------------------------------------------------------ | ------------------------------------------------------------------------ |
| POP                                                                      | 0,5-2                                                                    |
| POS                                                                      | 8–15                                                                     |
| SOS                                                                      | 58–81                                                                    |

## Utilizzo
Nel 2005 la raccolta totale di frutti di kokum è stata di solo 10.200 tonnellate. La disponibilità di burro di kokum non è abbastanza grande per farlo utilizzare come un conveniente sostituto del burro di cacao nella normale produzione di cioccolato, mentre è particolarmente indicato per migliorare la resistenza e stabilità de cioccolato destinato ad essere commercializzato in stagioni o territori particolarmente caldi. A causa del suo alto livello di trigliceridi di-saturi, SOS,  ha una alta concentrazione di grassi solidi fino a 37 °C ( temperatura corporea ) che cala rapidamente a temperature superiori. Questa caratteristica lo può rendere particolarmente utile per regolare la spalmabilità di rossetti, cosmetici e margarine senza grassi idrogenati.